# Поющие Лазаря, или На редкость бедные люди
«Поющие Лазаря, или На редкость бедные люди. Скверный рассказ о дурных временах» (ирл. An Béal Bocht, англ. The Poor Mouth: A Bad Story About the Hard Life) — роман Фланна О'Брайена, написанный на ирландском языке и опубликованный под псевдонимом Майлз на Гапалинь (ирл. Myles na gCopaleen). Роман переведён на английский, французский, испанский, немецкий, итальянский, голландский, шведский, чешский и русский языки. Замысел родился 3 февраля 1940 года, закончена рукопись была в Страстную пятницу, в три часа дня, 11 апреля 1941 года.
В девяти главах романа от первого лица ведётся пародийный рассказ о жизни «типичного ирландца» — живущего в страшной бедноте в одном доме со свиньями (из окон которого видны самые разные части страны), питающегося практически только картофелем, и попадающего в итоге в тюрьму, как и его отец. Роман содержит множество отсылок на новую историю Ирландии, а также на автобиографический роман «Островитянин» Томаса О’Крохана (у этих романов есть много общего — карта в начале книги, топонимы, описание одежды, еды и напитков, предисловие с описанными в нём «причинами» написания романа, эпизод с покупкой обуви, описания дома и охоты на тюленей в первой и седьмой главах соответственно; оттуда же взято выражение «И подобных нам не будет больше никогда»).
Роман был написан по мотивам Гэльского возрождения, и высмеивает события, деятелей и авторов тех времён. В романе присутствует как описание реально произошедших исторических событий (ночь Великой Бури, убийства Мартина и лорда Лейтрима), так и элементы древнеирландских сказаний.
В рецензии 1941 года, размещённой в Irish Times, которая, как предполагается, была написана самим О’Брайеном, говорится, что автор обращается к «довольно запылённому арсеналу древних гэлов», используя сатиру и насмешку. В 1963 году Майлз говорит о «целительном веселье» романа.
При переводе на английский язык были опущены все упоминания проживания свиней в доме из-за болезненного отношения к данной традиции.